# Wilhelm Achtermann
Wilhelm Theodor Achtermann (ur. 15 sierpnia 1799 w Münster, zm. 26 maja 1884 w Rzymie) – niemiecki rzeźbiarz, od 1842 aktywny w Rzymie.

## Życiorys
W latach 1830–1836 studiował w Akademie der Künste w Berlinie u Christiana Raucha i Fridricha Ticka. W 1838 pruski minister kultury Bethmann Hollweg zlecił Achtermannowi wykonanie marmurowego krucyfiksu dla Burg Rheineck bei Niederbreisig, co umożliwiło artyście podróż do Włoch, początkowo do Carrary po marmur do jego pracy, a następnie do Rzymu, gdzie się później osiedlił. W Rzymie główne wpływy na jego twórczość wywarli artyści z kręgów Bertela Thorvaldsena i Friedricha Overbecka.

## Twórczość
Achtermann był głęboko religijny i koncentrował się prawie wyłącznie na tematyce religijnej. Jego pierwszym zleceniem była Adoracja Trzech Króli dla katedry św. Jadwigi w Berlinie. Inne jego prace to: Chrystus na krzyżu (1830), Anioł unoszący się na chrzcielnicą (1831), płaskorzeźba Zmartwychwstanie (1834), Madonna z Dzieciątkiem (1836). Za jego główne dzieła uważa się dwie stworzone na zamówienie katedry św. Pawła w Münsterze marmurowe rzeźby z postaciami ponad naturalnej wielkości: Pietà (1849) oraz uwznawane za arcydzieło Zdjęcie z krzyża (1858) – obie zniszczone podczas II wojny światowej. Znany też jest marmurowy ołtarz z trzema płaskorzeźbami na tematy z Życia Chrystusa.